# Mieczysław Dobrzański

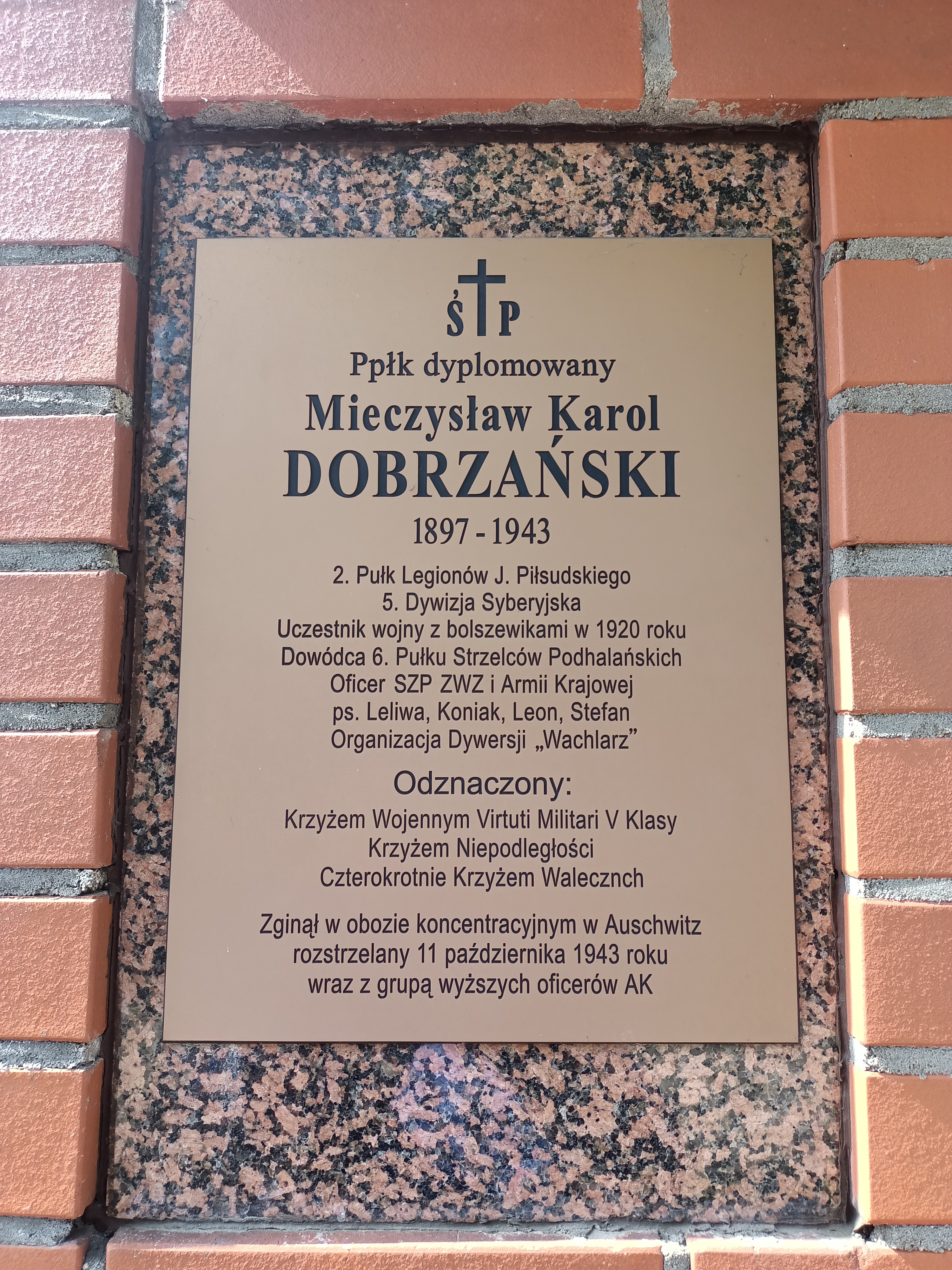
Grób Mieczysława Karola Dobrzańskiego na Cmentarzu Wojskowym na Powązkach

Mieczysław Karol Dobrzański, ps. „Leliwa” (ur. 31 grudnia 1897 w Tarnowie, zm. 11 października 1943 w Auschwitz-Birkenau) – podpułkownik dyplomowany piechoty Wojska Polskiego, kawaler Orderu Virtuti Militari.

## Życiorys
Mieczysław Karol Dobrzański urodził się 31 grudnia 1897 roku w Tarnowie, w rodzinie Władysława i Marii ze Smolików.
W sierpniu 1914 wstąpił do Legionów Polskich i służył w 3 pułku piechoty. W połowie 1915 został przeniesiony do 6 pułku piechoty i awansowany do stopnia podporucznika. Po kryzysie przysięgowym od sierpnia 1917 służył w Polskim Korpusie Posiłkowym, gdzie był dowódcą 9 kompanii 3 pułku piechoty II Brygady. Wziął udział m.in. w bitwie pod Rarańczą.
Od czerwca 1920 oficer Wojska Polskiego, początkowo w Dowództwie Okręgu Generalnego Kielce, następnie służył w 9 pułku piechoty. W maju 1927 został przeniesiony z Departamentu X MSWojsk. do 70 pułku piechoty w Pleszewie na stanowisko dowódcy III batalionu.
W latach 1927–1929 był słuchaczem Wyższej Szkoły Wojennej w Warszawie. 1 września 1929, po ukończeniu kursu i otrzymaniu dyplomu naukowego oficera dyplomowanego, został przeniesiony do dowództwa 2 Dywizji Piechoty Legionów w Kielcach na stanowisko szefa sztabu. 23 października 1931 został wyznaczony na stanowisko dowódcy 1 Batalionu Strzelców w Chojnicach. 24 stycznia 1934 prezydent RP nadał mu z dniem 1 stycznia 1934 stopień podpułkownika w korpusie oficerów piechoty i 2. lokatą. W marcu tego roku został przeniesiony do Dowództwa Okręgu Korpusu Nr IX w Brześciu na stanowisko szefa sztabu. W 1938 został mianowany dowódcą 6 pułku strzelców podhalańskich i pułkiem tym dowodzi w czasie kampanii wrześniowej. Po zakończeniu działań wojennych uniknął niewoli i przyjechał do Warszawy, gdzie prowadził przedsiębiorstwo handlu nieruchomościami.
W grudniu 1939 wstąpił do Służby Zwycięstwu Polki i został szefem Wydziału II Komendy Okręgu Warszawa Miasto. W tym czasie używa pseudonimów „Koniak” i „Leliwa”. Funkcję tę pełnił również w Związku Walki Zbrojnej. We wrześniu 1941 został szefem sztabu Obszaru Lwów ZWZ, później Armii Krajowej, gdzie używał pseudonimów „Leon” i „Stefan” oraz przybranego nazwiska „Zalewski”.
Aresztowany w nocy z 3 na 4 grudnia 1942 pod nazwiskiem Zalewski, początkowo uważany był za szefa Oddziału II Komendy Głównej AK. W czasie śledztwa zaproponowano mu wyjście na wolność pod warunkiem umożliwienia Gestapo dotarcie do gen. Stefana Roweckiego, propozycja ta została przez niego odrzucona. Został przewieziony na Pawiak, a w dniu 13 maja 1943 wywieziony do niemieckiego obozu koncentracyjnego Auschwitz-Birkenau, gdzie oznakowany został numerem obozowym 161408.
W trakcie pobytu w obozie brał czynny udział w konspiracji obozowej. W dniu 11 października 1943 został rozstrzelany.

## Ordery i odznaczenia
- Krzyż Srebrny Orderu Wojskowego Virtuti Militari nr 6378 – 17 maja 1922[6][7]
- Krzyż Niepodległości – 6 czerwca 1931 „za pracę w dziele odzyskania niepodległości”[8]
- Krzyż Kawalerski Orderu Odrodzenia Polski – 11 listopada 1936 „za zasługi w służbie wojskowej”[9]
- Krzyż Walecznych czterokrotnie
- Złoty Krzyż Zasługi – 19 marca 1931 „za zasługi na polu organizacji wojska”[10]